# 池塘

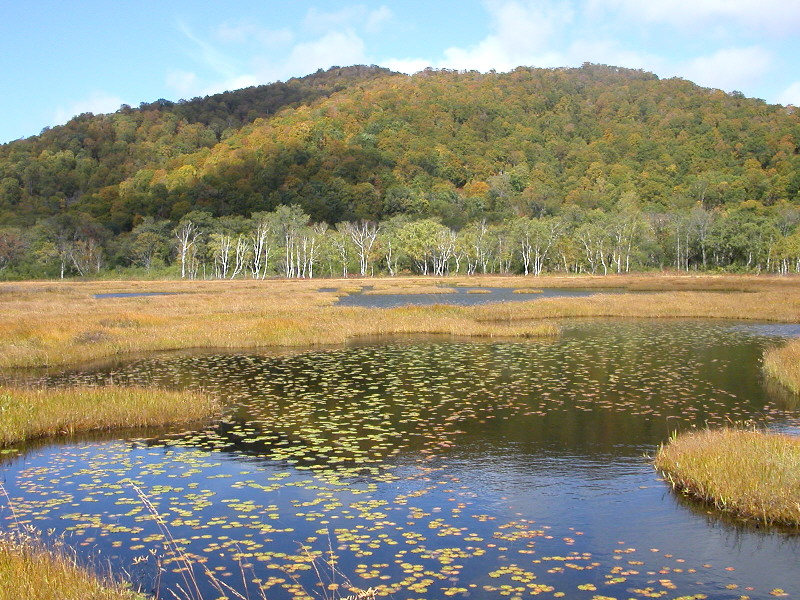
尾瀬の池塘

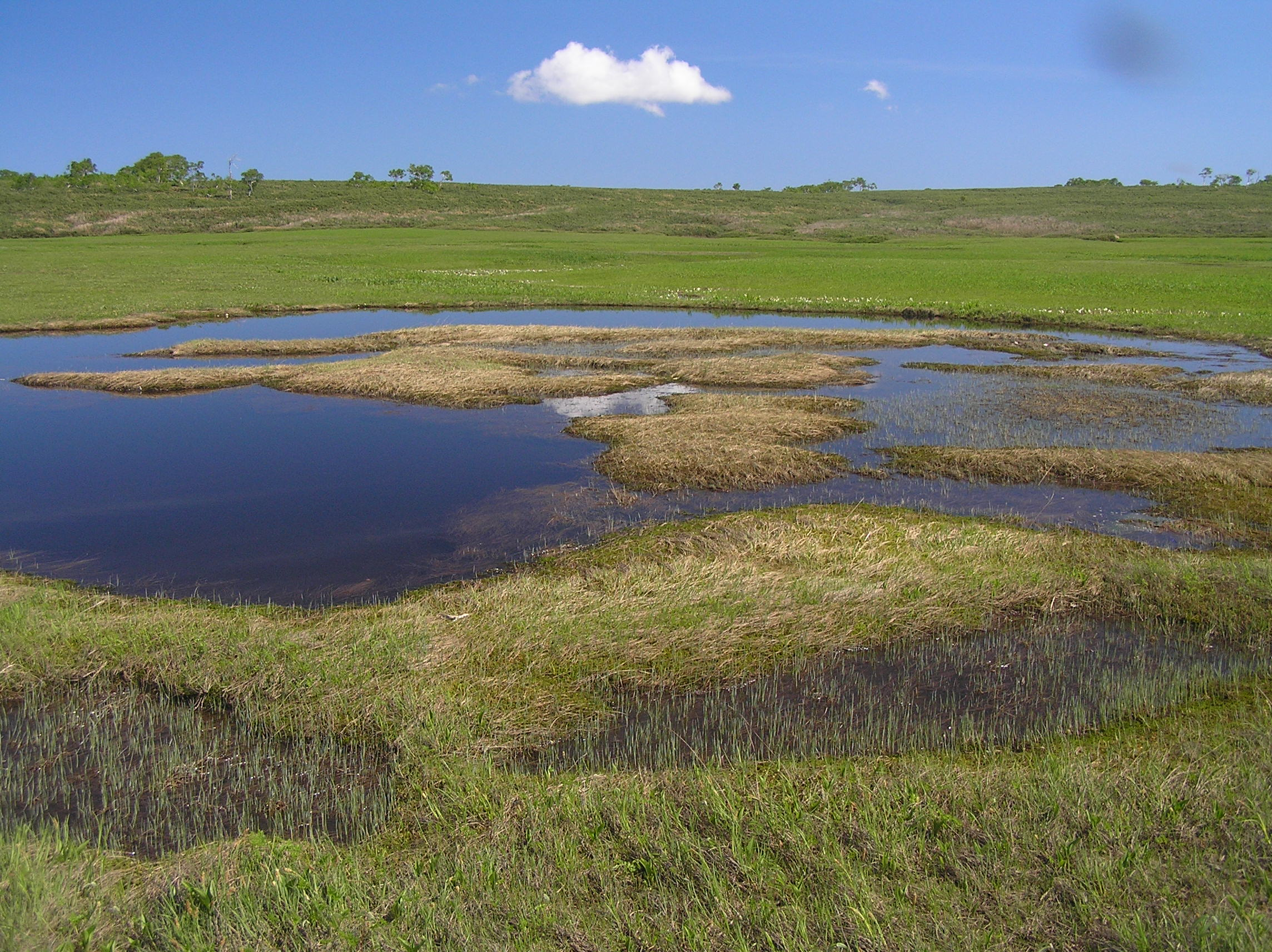
北海道雨竜沼湿原の池塘

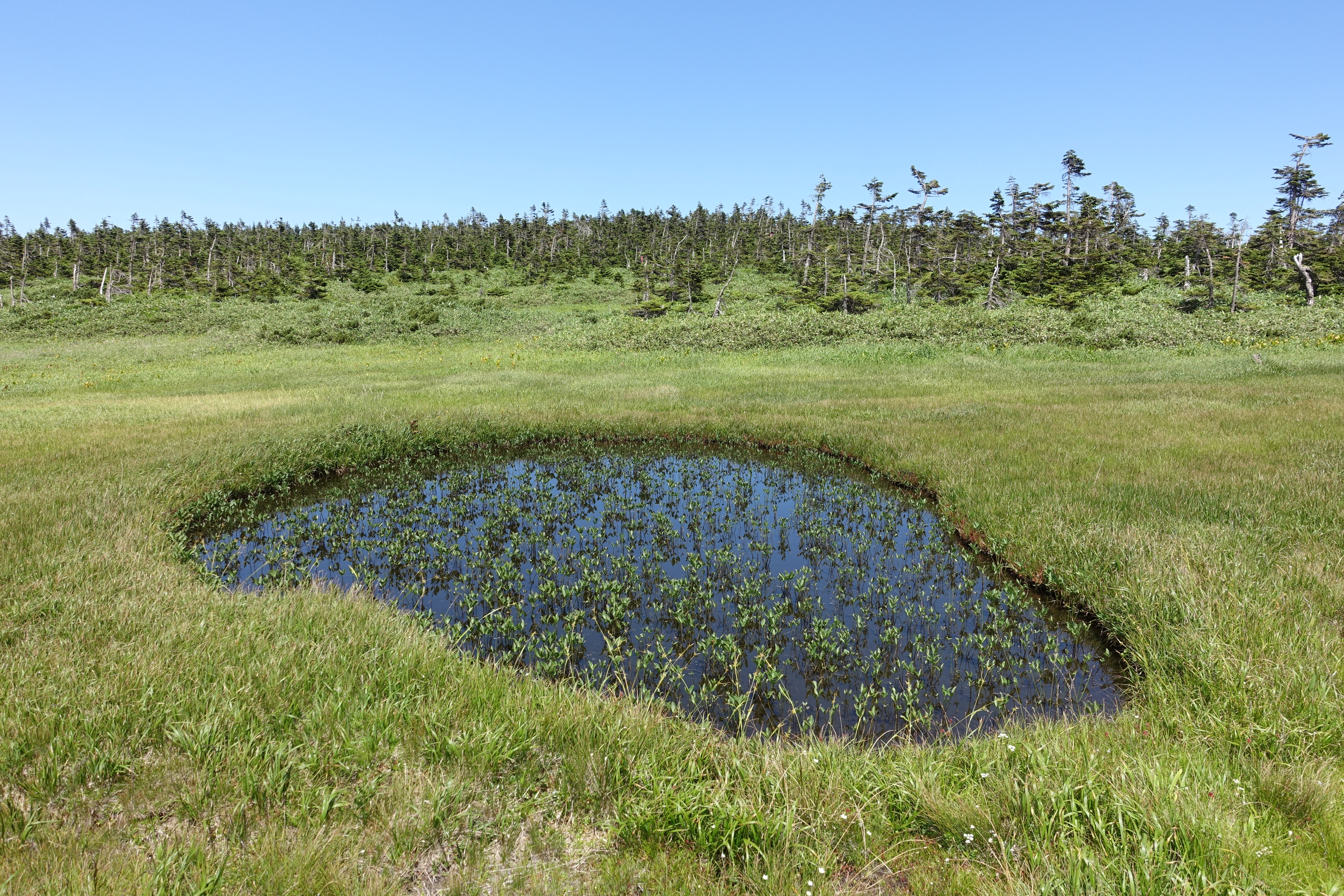
八幡沼湿原の池塘

池塘、地塘、池溏（ちとう）は、湿原の泥炭層にできる池沼である。

## 概要
高層湿原が形成される過程において、堆積した泥炭層の隙間が水で涵養された部分ができる。これが池塘であり、周囲とは隔絶された環境であるため、独特の生物相ができる。池塘と池塘の間は地上、地下の水路でつながり、時に泥炭層の一部が浮島として浮遊することもある。
「塘」は池沼の堤を、「池」は池沼の水をそれぞれ指すという説もある。なお、中国語の｢池塘｣は日本語における一般的な池を表し、湿原の泥炭層にできるものに限定されない。
また、弥陀ヶ原などでは餓鬼が飢えをしのぐ為に作られた田に見立てて「餓鬼田」と呼ばれることもある。